# Wasserburg Grüningen (Riedlingen)
Die Wasserburg Grüningen, auch Burg Gröningen genannt, ist eine abgegangene Turmhügelburg (Motte) im ehemaligen Garten südlich des Oberen Schlosses des Riedlinger Stadtteils Grüningen im baden-württembergischen Landkreis Biberach.
Vermutlich wurde die Wasserburg von den edelfreien Herren von Grüningen erbaut, sie lag auf einem runden, künstlich aufgeschütteten Hügel mit umlaufendem Wassergraben. Um das Jahr 1780 befand sich auf diesem Hügel noch ein achteckiges Lusthaus. Von der ehemaligen Burganlage ist nichts erhalten.